# Grammonota pictilis
Grammonota pictilis (O. P.-Cambridge, 1875) è un ragno appartenente alla famiglia Linyphiidae. È la specie tipo del genere.

## Biologia
Questo ragno è mirmecofilo, cioè vive in associazione con le formiche; in particolare è stata osservata all'interno delle colonie di Atta texana Buckley, 1860 (Myrmicinae).

## Distribuzione
La specie è stata rinvenuta in alcune località degli USA e in Canada nei pressi di Kentville, nello Stato di Nuova Scozia.

## Tassonomia
Al 2012 non sono note sottospecie e non sono stati esaminati nuovi esemplari dal 2000.